# Cladonia prolifica
Cladonia prolifica S. Hammer & Ahti (1990)., è una specie di lichene appartenente al genere Cladonia,  dell'ordine Lecanorales.
Il nome proprio deriva dal latino proles, che significa stirpe, prole, discendenza, e facere, che significa produrre, operare, ad indicare la prolificità della specie.

## Caratteristiche fisiche
Il sistema di riproduzione è principalmente sessuale. Il fotobionte è principalmente un'alga verde delle Trentepohlia,

## Habitat
Questa specie è stata rinvenuta su suoli acidi ed essendo di recente scoperta, necessita di ulteriori studi per valutarne l'interazione con l'ambiente. Predilige un pH del substrato da molto acido a valori intermedi fra molto acido e subneutro puro. Il bisogno di umidità è piuttosto igrofitico.

## Località di ritrovamento
La specie è stata rinvenuta nelle seguenti località:
- Spagna (Cantabria, Castiglia e León);
- Canada (Columbia Britannica).

In Italia questa specie di Cladonia è estremamente rara: 
- Trentino-Alto Adige, non è stata rinvenuta
- Val d'Aosta, non è stata rinvenuta
- Piemonte, non è stata rinvenuta
- Lombardia, non è stata rinvenuta
- Veneto, non è stata rinvenuta
- Friuli, non è stata rinvenuta
- Emilia-Romagna, non è stata rinvenuta
- Liguria, non è stata rinvenuta
- Toscana, non è stata rinvenuta
- Umbria, non è stata rinvenuta
- Marche, non è stata rinvenuta
- Lazio, non è stata rinvenuta
- Abruzzi, non è stata rinvenuta
- Molise, non è stata rinvenuta
- Campania, non è stata rinvenuta
- Puglia, non è stata rinvenuta
- Basilicata, non è stata rinvenuta
- Calabria, estremamente rara nel parco dell'Orsomarso, nella Sila centrale, nei litorali di Paola ed Amantea, nel circondario di Serra San Bruno e sull'Aspromonte
- Sicilia, non è stata rinvenuta
- Sardegna, non è stata rinvenuta.[3]

## Tassonomia
Questa specie e di incerta attribuzione per quanto concerne la sezione di appartenenza; a tutto il 2008 non sono state identificate forme, sottospecie e varietà.